# Greg Garza
Gregory Martin Garza Early (* 16. August 1991 in Grapevine, Texas) ist ein US-amerikanischer Fußballspieler.

## Spielerkarriere

### Jugend und College
Garza war in seiner Jugend für den FC São Paulo in Brasilien und den Jugendfußballklub Dallas Texans aktiv. 2008 wechselte er nach Portugal in die Jugend von Sporting Lissabon.

### GD Estoril Praia
Nachdem er einige Zeit für die U-19 von Sporting Lissabon gespielt, erhielt er dort keinen Vertrag als Profi. So wechselte Garza 2010 zu GD Estoril Praia.

### Club Tijuana
Am 21. Dezember 2011 unterzeichnete Garza einen Vertrag beim mexikanischen Erstligisten Club Tijuana.

### Garza in der MLS
Zur Saison 2017 wechselte Garza zunächst für ein Jahr auf Leihbasis zum neu gegründeten MLS-Franchise Atlanta United. In seiner ersten Spielzeit kam er 26 Mal in der regulären Saison zum Einsatz und erzielte drei Treffer. Zudem wurde er in das MLS All-Star-Team gewählt, das gegen Real Madrid spielte. Zur Saison 2018 wurde Garza schließlich fest verpflichtet. In seiner zweiten MLS-Spielzeit kam er verletzungsbedingt nur auf elf Einsätze in der regulären Saison sowie zu fünf Einsätzen in den Playoffs, an deren Ende er mit seinem Team die Meisterschaft gewann.
Zur Saison 2019 wechselte Garza innerhalb der MLS zum neuen Franchise FC Cincinnati. Seit Beginn 2021 ist er vereinslos.

### Nationalmannschaft
Garza besitzt die mexikanische und die US-amerikanische Staatsbürgerschaft, da sein Vater aus Mexiko stammt, er selber aber in den USA geboren ist. Er gab sein Debüt für die Fußballnationalmannschaft der Vereinigten Staaten am 3. September 2014 in einem Freundschaftsspiel gegen Tschechien. Vorher war er bereits für die U-20-Auswahl der USA aktiv gewesen.

## Erfolge und Auszeichnungen
- Meister der Major League Soccer: 2018
- Wahl in das MLS All-Star-Team: 2017